# Marco (vescovo)
Marco (seconda metà XIV secolo – 1437 ?) è stato un vescovo cattolico italiano, vescovo di Noli dal 1406 al 1437.
Intervenne al Concilio di Pisa nel 1409. La situazione precaria della Chiesa, dilaniata dallo scisma d'Occidente, si ripercosse anche nell'episcopato nolense di Marco. L'antipapa Benedetto XIII, che visitò Savona nel 1406, consacrò vescovo di Noli un certo Leonardo da Felizzano, frate domenicano, che risulta dalle cronache locali vescovo di Noli nel 1408. Marco in ogni caso continuò a ricoprire la carica di vescovo per conto dei pontefici residenti a Roma. Nel 1414 un secondo vescovo illegittimo risulta presente a Noli: fra' Giovanni, che in quell'anno partecipò al concilio di Costanza.